# Гаспе (півострів)

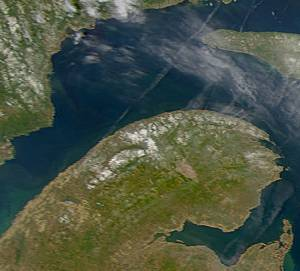
Фотографія з супутнику NASA — Гаспезі та частина острова Антикості.

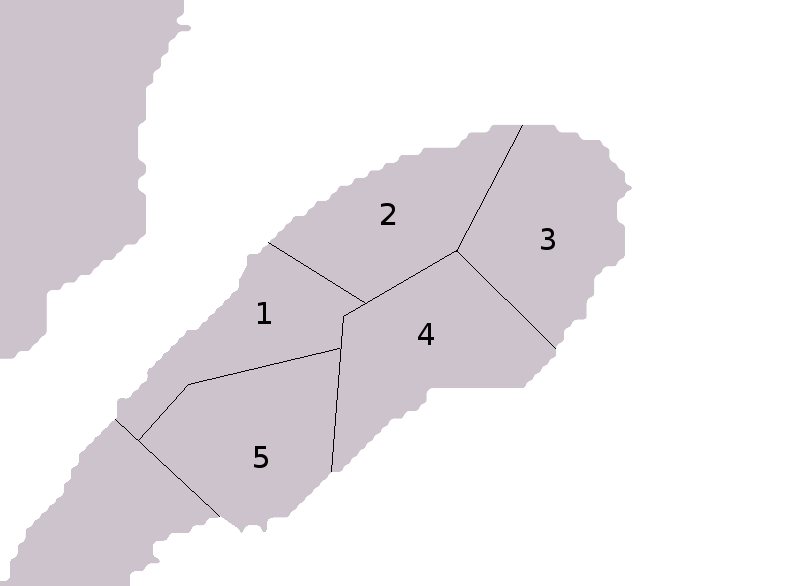
Régions naturelles de la Gaspésie : 1-La Côte; 2-La Haute-Gaspésie; 3-La Pointe; 4-La Baie-des-Chaleurs; 5-La Vallée

Гаспе́ (фр. Gaspé) або ж Гаспезі́ (фр. Gaspésie) або ж Гаспезійський півострів (фр. Péninsule gaspésienne) — півострів у провінції Квебек (Канада), у регіоні Гаспезі-Іль-де-ля-Мадлен (фр. Gaspésie–Îles-de-la-Madeleine). Розташований на сході від долини Матапедіа (vallée de la Matapédia). Омивається водами річки Святого Лаврентія (з півночі), Затоки Святого Лаврентія (зі сходу) і затоки Шалер (з півдня).
Площа Гаспезі — 30 341 км².
Найбільший населений пункт — місто Гаспе.
У Гаспезі розташований національний парк Форійон.
Назва походить від слова gespeg (вимова: «геспег»), що на мові індіанців мікмак означає «кінець землі».
24 червня 1534 у районі сучасного міста Гаспе вперше висадився на американську землю Жак Картьє. Саме тут він встановив величезний хрест, оголосивши «нову» країну власністю французького короля.